# 江頭重利
江頭 重利（えがしら しげとし、1932年7月15日 - 2025年5月23日）は、日本のグラブ職人。型付けに関して、「東の坪田信義、西の江頭重利」と賞された。2012年、「現代の名工」に選出された。

## 来歴
佐賀県大和町（現・佐賀市）生まれ。佐賀県立佐賀商業高等学校卒業。1951年4月、久保田運動具店に入社。1968年7月、久保田運動具店福岡支店長。2016年7月、同社顧問。
野球経験はなかった。日本ではじめて「湯もみ型付け」によるグラブを開発した。江頭の手がけるグラブは「久保田スラッガー」として知られ、辻発彦、真弓明信、石毛宏典、門田博光、鳥谷敬、内川聖一、松井稼頭央、大和、青木宣親といった幅広い年代の野球選手が愛用した。
2012年、「現代の名工」に選ばれる。2013年、黄綬褒章受章。
2025年5月23日死去。92歳没。